# Duane Vermeulen
Duane Vermeulen (nacido en Nelspruit el 3 de julio de 1986) es un exjugador de rugby sudafricano, que jugaba de Número 8 para la selección de rugby de Sudáfrica y su último equipo fue el Ulster Rugby del United Rugby Championship.

## Trayectoria deportiva
Vermeulen ha ganado tres veces la Currie Cup, en 2007 con Freestate, en 2012 con Western Province y en 2020 con Blue Bulls.
Debutó con la selección sudafricana en un partido contra Australia en Perth el 8 de septiembre de 2012. En 2014, fue uno de los cinco nominados por la IRB a "Jugador del Año".
Formó parte de la selección sudafricana que ganó el bronce en la Copa del Mundo de Rugby de 2015 celebrada en Inglaterra.
Formó parte del equipo sudafricano que ganó su tercera copa del mundo en Japón.
El 2 de noviembre de 2019, Vermeulen jugó la final de la Copa Mundial de Rugby de 2019 contra Inglaterra. Fue galardonado con el premio al hombre del partido por su actuación, donde realizó una serie de contribuciones vitales, incluyendo 10 pelotas portadas, haciendo 49 metros (la mayor cantidad en el partido) y 2 turnovers de balón.

#### Participaciones en Copas del Mundo
Meyer lo llevó a Inglaterra 2015 como titular, por delante de Willem Alberts. Erasmus lo convocó a Japón 2019 y a Francia 2023.
| Mundial                       | Sede       | Resultado     | PJ | Tries |
| ----------------------------- | ---------- | ------------- | -- | ----- |
| Copa Mundial de Rugby de 2015 | Inglaterra | Tercer puesto | 5  | 0     |
| Copa Mundial de Rugby de 2019 | Japón      | Campeón       | 6  | 0     |
| Copa Mundial de Rugby de 2023 | Francia    | Campeón       | 6  | 0     |

## Palmarés y distinciones notables
- Rugby Championship 2019[4]
- Copa Mundial de Rugby de 2019[5]
- Copa Mundial de Rugby de 2023
- Currie Cup 2007, 2012, 2020.
- Seleccionado para jugar con los Barbarians